# Carnoustie Golf Links
Carnoustie Golf Links er et golfanlæg med tre baner i Carnoustie, Angus, Skotland. Mesterskabsbanen er en af de baner, som på skift lægger græs til The Open Championship. Carnoustie bliver af mange anset for en af de vanskeligste baner på The Open's rota, og generelt en af de sværeste baner i verden.

## Historie
Der har været spillet golf på stedet siden begyndelsen af det 16. århundrede. I 1890 solgte den 14. Jarl af Dalhousie, som ejede jorden, området til de lokale myndigheder. Myndighederne havde imidlertid ikke råd til ejendommen, så en indsamling blev arrangeret, og det indsamlede beløb doneret til lokalrådet.
Oprindeligt bestod banen af 10 huller, der krydsede Barry Burn. Den var designet af Allan Robertson, med hjælp fra Old Tom Morris, og åbnede i 1842. Åbningen af kystbanen fra Dundee til Arbroath i 1838 medførte en strøm af golfspillere fra så langt væk som Edinburgh, der gerne ville prøve kræfter med de ældgamle linksbaner. Dette førte til en komplet omstrukturering af banen, som i 1867 blev udvidet til de 18 huller, som i mellemtiden var blevet standarden for golfbaner. Yderligere to baner er siden blevet tilføjet: Burnside Course og den kortere (men lige så vanskelige) Buddon Links. 
Carnoustie var første gang vært for The Open Championship i 1931, efter at banen var blevet modificeret af James Braid i 1926. Dengang var vinderen Tommy Armour fra Edinburgh. De senere mestre i Carnoustie er Henry Cotton i 1937, Ben Hogan i 1953, Gary Player i 1968, Tom Watson i 1975, Paul Lawrie i 1999 og senest Pádraig Harrington i 2007. De sidste tre mesterskaber er alle vundet efter omspil. 
Mesterskabsbanen blev markant modificeret (men beholdt det generelle layout fra 1926) inden The Open i 1999, hvor alle bunkerne blev nyanlagt, mange bunkere blev tilføjet eller fjernet, mange greens blev udvidet og forbedret, og nye teesteder blev anlagt. Og der blev bygget et stort hotel bag 18. green på mesterskabsbanen.

## Turneringer
Carnoustie var vært for The Amateur Championship for første gang i 1947. Vinderen blev Willie Turnesa. Verdens ældste amatørturnering er siden da blevet afholdt i Carnoustie tre gange: i 1966 (vundet af Bobby Cole), i 1971 (vundet af Steve Melnyk) og i 1992 (vundet af Stephen Dundas). 
British Ladies Amateur blev afviklet i Carnoustie i 1973, og turneringen vender tilbage i 2012. Senior British Open Championship blev afholdt i Carnoustie for første gang i 2010, hvor Tysklands Bernhard Langer sejrede. Women's British Open blev afholdt i Carnoustie i 2011.
Carnoustie er endvidere en af de tre baner, der er vært for Alfred Dunhill Links Championship, en efterårsturnering på PGA European Tour; de to andre baner er Old Course i St Andrews og Kingsbarns.